# WTA Tour 2008
Sony Ericsson WTA Tour 2008 byl elitní profesionální tenisový okruh organizovaný Ženskou tenisovou asociací (WTA) pro období tenisové sezóny roku 2008. Program WTA Tour 2008 sestával z grandslamových turnajů (dozorovaných Mezinárodní tenisovou federací (ITF)), WTA eventů I-IV, Fed Cupu (pořádaného ITF), závěrečných mistrovských utkání a tenisové části letních olympijských her v Pekingu. 

Pro tuto sezónu byly charakteristické časté změny na 1. místě žebříčku, kde se postupně vystřídaly Justine Heninová, Maria Šarapovová, Ana Ivanovičová, Jelena Jankovičová a Serena Williamsová. Koncem sezóny byla 1. hráčkou světa Jankovičová, a to i přesto, že nevyhrála žádný grandslam. Dostala se nicméně do finále US Open a vyhrála také v průběhu sezóny 4 turnaje. 

Grandslamové tituly vyhrály čtyři různé hráčky. Maria Šarapovová vyhrála svůj třetí titul na Australian Open, Ana Ivanovičová svůj první na French Open, Venus Williamsová vyhrála již sedmý grandslamový titul ve Wimbledonu, a Serena Williamsová vyhrála svůj devátý grandslamový titul na US Open. Dinara Safinová také dosáhla svého prvního grandslamového finále na French Open a během sezóny vyhrála čtyři turnaje.
Jednou z událostí roku byl šokující odchod Justine Heninové 14. května, méně než dva týdny před tím, než měla obhajovat svůj titul na French Open. Stala se první hráčkou, která ukončila kariéru v době, kdy byla světovou jedničkou. Na sezónu 2010 se Heninová na kurty vrátila.

## Shrnutí
Justine Heninová začala sezónu jako číslo 1 na světovém žebříčku. Po působivých výkonech v sezóně roku 2007 a vítězství na zahřívacím turnaji v Sydney, byla považována za jednoznačnou favoritku na výhru Australian Open. Ve čtvrtfinále ji však z kurtu přímo smetla Maria Šarapovová, která následně porazila Jelenu Jankovičovou a Anu Ivanovičovou, a vyhrála tak svůj třetí grandslamový titul. Daniele Hantuchové se také podařilo dostat se do prvního grandslamového semifinále kariéry. Sesterskému týmu Aloně a Kateryně Bondarenkovým se zadařil nečekaný a úspěšný boj o titul v ženské čtyřhře. Sun Tiantianová se zase spojila s Nenadem Zimonjičem a vyhráli svůj první grandslamový turnaj vůbec, a to ve smíšené čtyřhře.

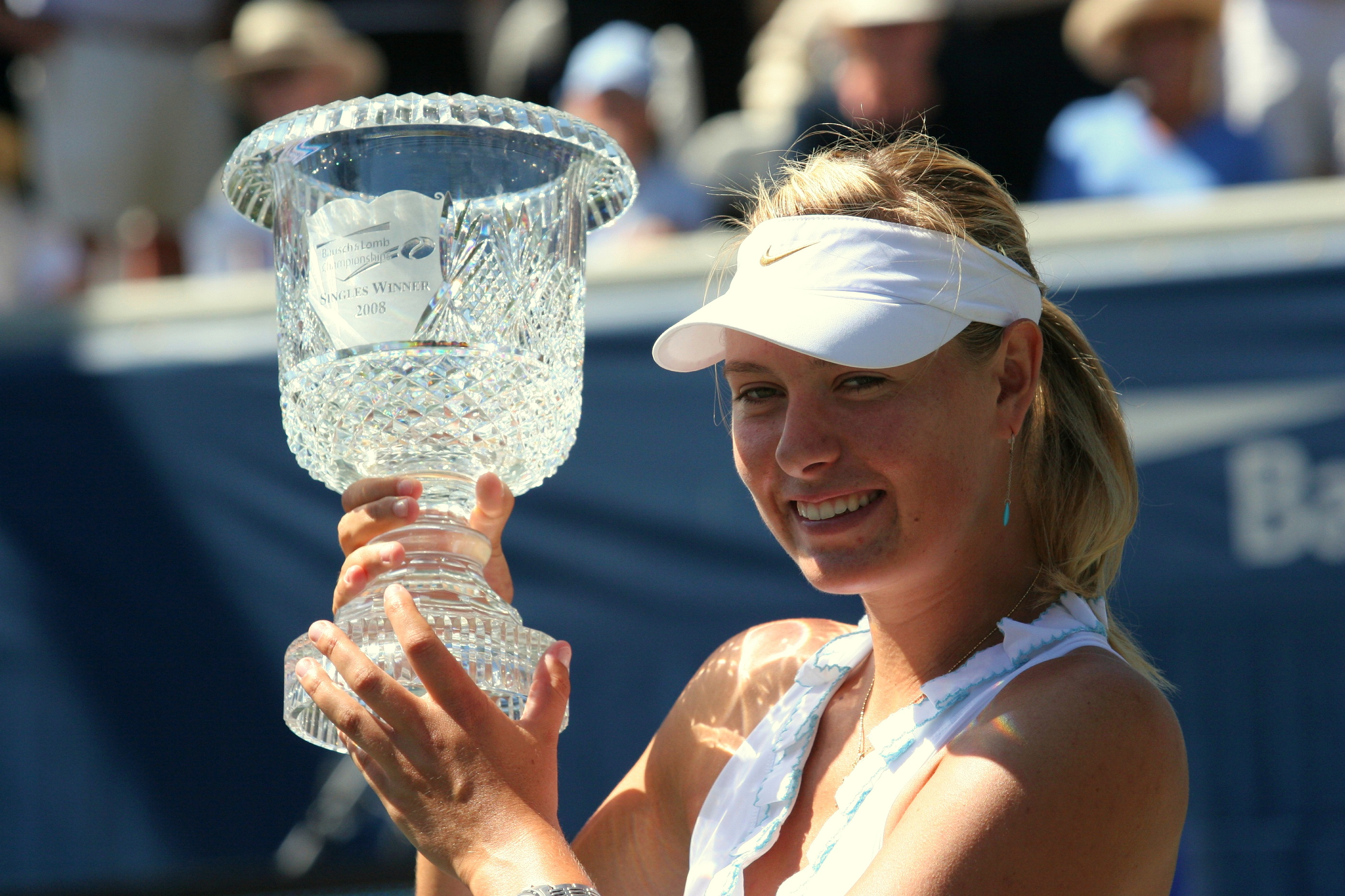
Maria Šarapovová začala tento rok sérií 18 výhraných zápasů.

Dalším působivým výkonem Šarapovové bylo vítězství na turnaji v Dauhá, než jí 18 zápasů čítající šňůru vítězství přerušila v semifinále turnaje v Indian Wells Světlana Kuzněcovová. Ta poté ve finále podlehla Ivanovičové. Další, komu se podařilo nasbírat dlouhou řadu vítězství, byla Serena Williamsová. Zvítězila v Bangalore, Miami (šlo o její pátý tamější titul, jehož získáním se vyrovnala Steffi Grafové v nejvyšším dosaženém počtu vítězství ve dvouhrách na tomto turnaji), a poté v Charlestonu. Její 17 zápasů trvající vítěznou dráhu ukončila v Berlíně Dinara Safinová, která již v tomtéž turnaji porazila Heninovou, a dopracovala se v něm až k úplnému vítězství.
Během turnaje v Římě oznámila Heninová k všeobecnému překvapení ukončení své profesionální tenisové kariéry, a stala se tak první hráčkou tenisu, která kdy ukončila kariéru na postu světové jedničky. Vyřazením Heninové z žebříčků vyšvihlo na první příčku Marii Šarapovovou (která byla do té doby číslem 2). Římský turnaj nakonec vyhrála Jelena Jankovičová.
Odchodem Heninové začalo French Open vypadat zcela otevřené. Světovou jedničku Šarapovovou zastavila ve čtvrtém kole Safinová, která to dokázala i přes soupeřčiny match pointy, stejně jako později ve čtvrtfinále proti Jeleně Dementěvové. Nakonec se dostala až do svého prvního grandslamového finále. Z druhé strany pavouka útočila Ana Ivanovičová, která vyhrála plně srbské finále proti Jeleně Jankovičové, čímž se dostala na 1. místo žebříčku, z nějž ji už nemohl finálový zápas sesadit, ať už by dopadl jakkoliv. Nakonec porazila Safinovou a vyhrála tak svůj první Grand Slam. V ženské čtyřhře turnaje zvítězily Anabel Medina Garriguesová s Virginií Ruano Pascualovou. Medina Garriguesová poprvé a Ruano Pascualová podesáté. Victoria Azarenka vyhrála svůj druhý Grand Slam ve smíšené čtyřhře.

Třetí Grand Slam sezony ve Wimbledonu s sebou přinesl několik překvapení: poprvé v Otevřené éře se nikomu z top čtyřky nepodařilo dostat do semifinále. Světová jednička Ivanovičová podlehla ve třetím kole Zheng Jie, která se poté stala první Číňankou v grandslamovém semifinále dvouher. Tamarine Tanasugarnová rozdrtila Jankovičovou na cestě k jejímu jedinému významnému čtvrtfinále. Šarapovové zmařila postup Alla Kudryavtseva, a Kuznětsová prohrála proti Agnieszce Radwaňské, která již výhrou rozehřívacího turnaje v Eastbourne dokázala, že je ve formě. Ve finále tohoto grandslamu se (poprvé od Wimbledonu před pěti lety) setkaly sestry Serena a Venus Williamsovy. Venus sestru porazila, a získala tak svůj pátý titul ve Wimbledonu. Na souboj ve čtyřhrách spojily síly a již posedmé jej společně ovládly. Smíšené čtyřhry vyhrála Samantha Stosurová s Bobem Bryanem.

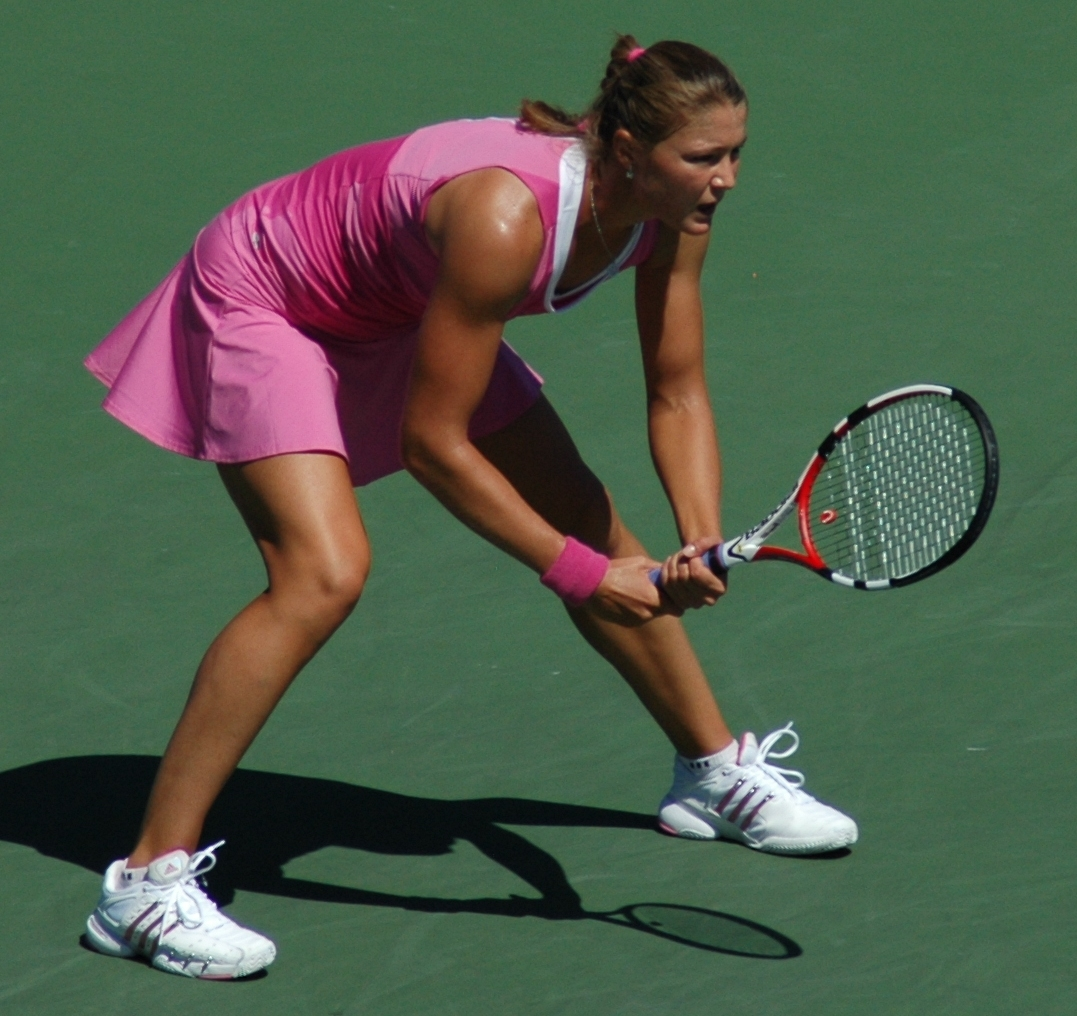
Dinara Safinová získala v průběhu sezóny čtyři tituly a vyhoupla se tak na 3. místo světového žebříčku.

Pozici světové jedničky ztratila Ivanovičová v srpnu, kdy se na ni poprvé v kariéře vyhoupla její srbská kolegyně Jelena Jankovičová. Během letních turnajů na tvrdém povrchu předvedla Dinara Safinová výhrou v Los Angeles i v Montréalu, co dokáže. Poté se dokonce na olympiádě v Pekingu dostala do finále, prohrála v něm ale s Dementievovou. Ta dosáhla výhrou zlaté medaile svého doposud největšího kariérního úspěchu. Věře Zvonarevové se zase podařilo získat bronz a Rusko tak ovládlo stupně vítězů turnaje singlů. Li Na se téměř probojovala až k vítězství, prohrála ale zápas o bronz. Ve čtyřhrách získaly sestry Williamsovy své druhé společné zlato (první mají z olympiády v Sydney roku 2000).